# Lilla Edets sluss
Lilla Edets sluss er den ældste sluse i Sverige og ligger på vestsiden af Göta älv i byen Lilla Edet i Lilla Edets kommun i Västra Götalands län. Arbejdet med slusen i Lilla Edet påbegyndtes i 1580'erne efter et forslag fra Johan 3.. Den kunne tages i brug i 1607. Slusen blev beskadiget flere gange under krigen med danskerne men blev genopbygget. I 1832 fuldført Nils Ericson Ströms kanal på vestsiden af floden med en sluse af samme format som dem i Götakanalen. Den sluse som anvendes i dag er bygget i 1916 og indgår i Trollhätte kanal. Ved den  gamle sluse findes en mindesten som i 1930 rejstes til minde om de 47 soldater, fra Västgöta-Dals regemente, som drunknede efter at have slukket den store brand i Lilla Edet den 29. august 1830.
58°8′8″N 12°7′17″Ø / 58.13556°N 12.12139°Ø